# Kallio (ö i Södra Savolax)
Kallio är en ö i Finland. Den ligger i sjön Puruvesi och i kommunen Nyslott i  landskapet Södra Savolax, i den sydöstra delen av landet, 300 km nordost om huvudstaden Helsingfors. Öns area är 3,1 hektar och dess största längd är 370 meter i öst-västlig riktning.